# Le Mal français
Pour la maladie surnommée le « mal français », voir syphilis.
 (septembre 2023).
Si vous disposez d'ouvrages ou d'articles de référence ou si vous connaissez des sites web de qualité traitant du thème abordé ici, merci de compléter l'article en donnant les références utiles à sa vérifiabilité et en les liant à la section « Notes et références ».
Le Mal français est un essai politique et sociologique d'Alain Peyrefitte publié à la fin de l'année 1976.
Peyrefitte se demande dans l'introduction « pourquoi ce peuple vif, généreux, doué, fournit-il si souvent le spectacle de ses divisions et de son impuissance ? ».
Il connaît un très grand succès de librairie, avec un million d'exemplaires vendus.

## Thèmes
Dans le corps de l'ouvrage, l'auteur, ancien ministre et élu local, fait part de son expérience politique nationale et locale et s'insurge contre plusieurs maux français qui forment une sorte de maladie, un « Mal » français : les règles tatillonnes de l'administration, l'excès de bureaucratie, la centralisation, le manque de confiance des entrepreneurs, un État trop dirigiste, etc. 
L'ouvrage est composé de six parties. Le récit de son parcours professionnel (étudiant sociologue en Corse, diplomate à l'étranger, député à Provins-Montereau, membre de plusieurs gouvernements) occupe la première partie et lui permet de découvrir les premiers symptômes de la maladie (ch. 1 à 10). La seconde partie porte sur ce qu'il nomme le « mal romain », les circonstances qui ont permis aux uns (les pays de la Réforme) de connaitre les voies du développement et aux autres (les pays de la Contre-Réforme) les aléas de la bureaucratie et de la hiérarchie (ch. 11 à 22). Des exemples contemporains de « centralisme dogmatique de l'État » permettent de décrire le « césarisme sans César » dans la troisième partie (ch. 23 à 26). La quatrième partie (ch. 27 à 34) permet d'ouvrir l'« anatomie et la physiologie » de la société pour y révéler ses défauts (blocages, malformations, malfaçons, cloisonnements, déséquilibres) et ceux de sa bureaucratie. La cinquième partie (des « structures mentales malades ») plonge le lecteur (ch. 35 à 43) dans l'« inconscient collectif » en reprenant les thèses de Freud. Enfin, l'auteur tente de comprendre pourquoi et comment depuis trois siècles de grands esprits ont entrepris de décentraliser la France, de responsabiliser les Français et ont tous échoué (ch. 44 à 48). Enfin, dans la conclusion, l'auteur décrit des méthodes et des solutions pour guérir la France du « Mal français ».
Il souhaite de profondes réformes administratives, politiques et sociales, en fustigeant la « société bloquée » française et le pessimisme ambiant.

### L'effet Serendip
Il consacre un chapitre, le 44,  à l'effet Sérendip : « Trouver par hasard ce que l'on ne cherche pas. Ne jamais trouver ce que l'on cherche. Commettre une erreur qui tourne à votre avantage. Vouloir du mal à quelqu'un et assurer sa prospérité. Fort de l'expérience, manœuvrer en sens opposé et aboutir à plus inattendu encore. Walpole appela ce curieux phénomène serendipity. Nommons-le « effet serendip ».
En fait, Peyrefitte donne ici l'appellation « effet serendip » au concept général de découverte inattendue, que ce soit dans le sens bénéfique ou non. Alors qu'actuellement on a tendance à réserver le concept de sérendipité aux découvertes bénéfiques faites par hasard, alors que la zemblanité concerne les découvertes négatives, aux conséquences malheureuses.
Le concept général (incluant le positif et le négatif) serait la limite ou les difficultés d'une heuristique confrontée au caractère (parfois, souvent ?) chaotique du réel.

## Points marquants
(novembre 2020).
1. Introduction : l'auteur se présente : Normale Sup, apprend la création de l'ENA. Diplômé, son classement lui permet de choisir le corps diplomatique.
2. Depuis environ 1945, l'auteur cherche à étudier le Mal français et plus généralement le Mal latin et catholique. À cet effet, il passe un an dans une société vue comme archaïque, rétrograde, symbolique : un monastère en Corse.
3. L'auteur demande conseil à ses professeurs, qui ramènent tout à leurs propres travaux.
4. L'auteur rencontre le docteur Albert Schweitzer, Alsacien, fondateur d'une médecine qui s'adapte à la mentalité africaine. Celui-ci dit ne plus embaucher de Français : « Les Latins préfèrent la théorie ».
5. L'auteur rencontre un responsable de plate-forme pétrolières : celui-ci lui explique que quand il n'y avait que des Français sur la plate-forme, rien n'allait. Avoir embauché des étrangers a motivé les Français à donner le meilleur d'eux-mêmes. Pendant les périodes de repos à terre, ils trouvent un autre emploi. Contre-exemple de ce que disait le docteur Albert Schweitzer.
6. L'auteur en République démocratique allemande est diplomate français : les Allemands lui racontent tout. La privation de liberté pire que sous Hitler. Les absurdités bureaucratiques.
7. L'auteur tente d'aider les glaisiers : mineurs, ils n'ont pas droit au statut des mineurs de charbon par exemple car ils extraient la glaise à l'air libre. L'auteur va jusqu'à s'opposer aux fonctionnaires, à Jacques Chirac et contacte le président de la République, Georges Pompidou, et le Premier ministre, Jacques Chaban-Delmas. Ce dernier « explosa. Sa colère produit son effet. Peu après le décret parut ».
8. L'auteur, député-maire de Provins, apprend qu'une zone d'aménagement a été mise en place pour alimenter Paris en eau potable venant de Montereau-Fault-Yonne. Conséquence inattendue, il devient impossible de vendre de l'immobilier pendant des années.
9. L'auteur raconte la mise au point de la bombe H, l'ORTF, Mai 68, les grands ensembles, les loupés du téléphone français.
10. L'auteur est en fait le principal disciple français de Max Weber : L'Éthique protestante et l'Esprit du capitalisme. À ceci près que l'auteur est catholique. Il parle donc des pays catholiques. À la traîne socialement et économiquement : France, Argentine et autres pays d'Amérique latine.
11. L'auteur évoque la scène à la télévision où Eva Perón se fâche en lançant un verre contre son amant. En direct à la télévision argentine. Le lendemain, grève générale de protestation.
12. L'auteur déplore et tente d'expliquer pourquoi le droit de vote et le divorce sont arrivés d'abord dans les pays protestants, ensuite dans les pays catholiques. Une exception : la Suisse, où les femmes n'ont acquis le droit de vote qu'en 1971.
13. L'auteur raconte qu'en 1958, la Communauté économique européenne (CEE) est au point mort à cause de la France et de son instabilité parlementaire. Charles de Gaulle, en faisant approuver par référendum la Constitution de 1958, donne une stabilité à l'exécutif. La CEE peut donc continuer.
14. Guy Mollet est victime d'hypnose administrative (programme nucléaire militaire français).
15. L'exemple des porte-clés.
16. Le prélude des futurs ouvrages : le miracle en économie, la société de confiance.
17. Discours du général De Gaulle : Bayeux et un passage rapide à la radio pendant la « drôle de guerre » (Peyrefitte réussira à l'évoquer avec De Gaulle).
18. Contre-Réforme : conséquence jusqu'à aujourd'hui
19. Les plus puissants, cohérents États protestants : États-Unis d'Amérique ; Royaume-Uni ; parties protestantes de la Suisse, la Belgique et l'Allemagne ; Pays-Bas ; pays scandinaves. États catholiques : la France et l'Argentine en tête, suivis d'autres pays majeurs d'Amérique latine.
20. En France, réussite largement supérieure des Juifs et protestants dans l'enseignement supérieur.
21. Le club Jean-Moulin, Michel Crozier.
22. Discours de politique générale du Premier ministre Jacques Chaban-Delmas, très critique envers la politique du RPF. Discours écrit par Jacques Delors, qui travaillait alors pour la droite. Fureur du président Georges Pompidou.
23. Les citations de Charles de Gaulle : « Mon village ne s’appellerait plus Colombey-les-Deux-Églises mais Colombey-les-deux-Mosquées »[3].
24. Et « On n'arrive pas à faire travailler les fonctionnaires le jour, mais le club Jean-Moulin arrive à les faire travailler de nuit ! ».
25. Les grands ensembles, arrêtés sous Pompidou : « Il faut savoir faire le bonheur des gens malgré eux ».
26. Les glaisiers, mineurs travaillant sous des conditions extrêmes et n'ayant pas le statut de mineur.